# Aqüeducte romà

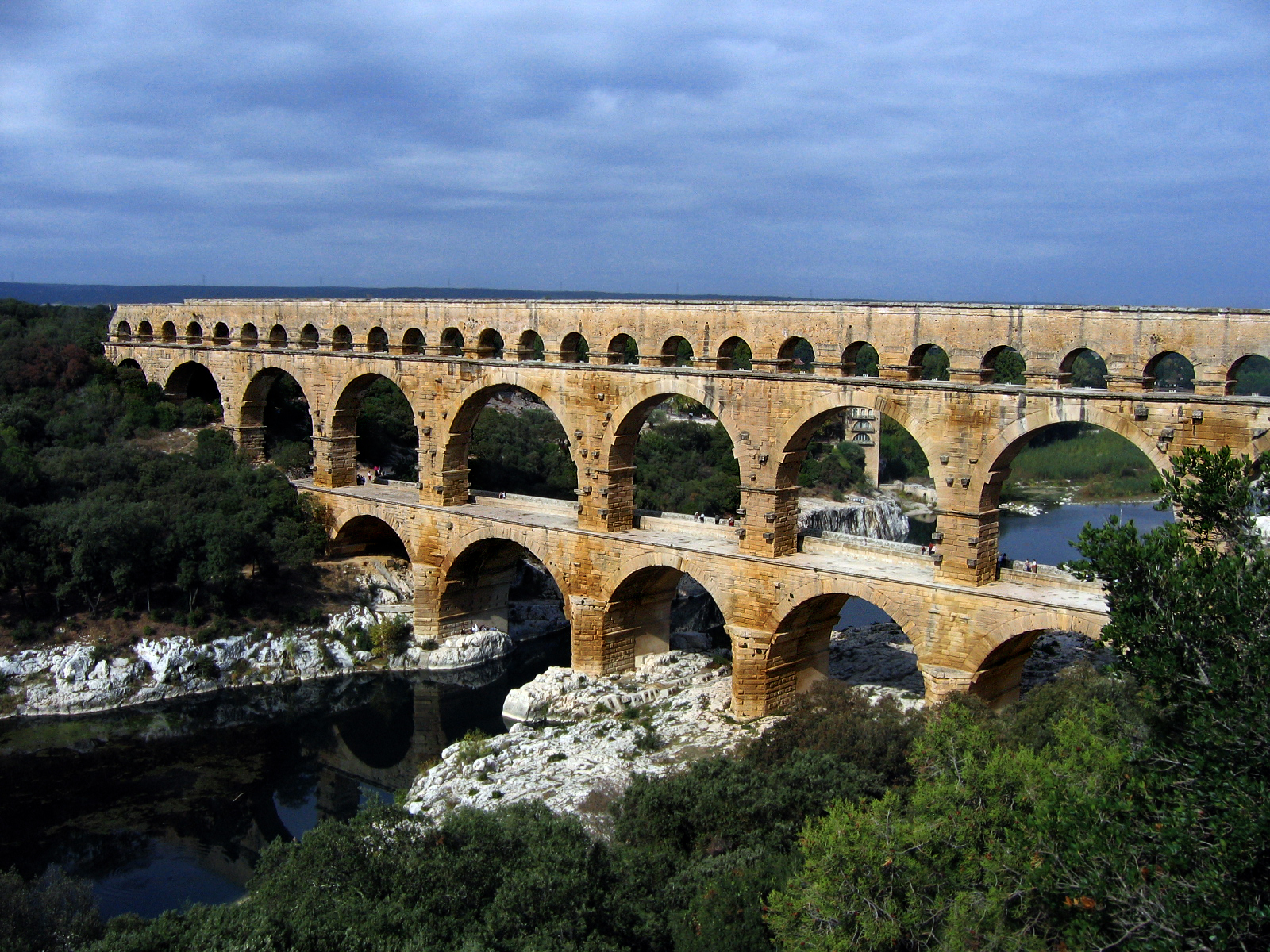
Els múltiples arcs del pont del Gard a la Gàl·lia romana (actual sud de França). El nivell superior inclou un aqüeducte que portava aigua en època romana; el seu nivell inferior es va expandir en la dècada de 1740 per suportar una àmplia carretera al llarg del riu.

Els enginyers romans van construir aqüeductes, amb característiques pròpies, al llarg de tot l'Imperi. Servia per a portar aigua des de deus externes fins a les ciutats i pobles. L'aigua dels aqüeductes s'hi subministrava a diferents llocs: banys públics, latrines, fonts, i llars privades. També s'emprava per donar suport a operacions mineres, molins d'aigua, granges i jardins.
Els aqüeductes només deixaven que l'aigua es mogués per gravetat, al llarg d'un lleuger gradient de descens global en conductes de pedra, maó o formigó; Com més pronunciat era el gradient, més ràpid era el flux. La majoria dels conductes eren enterrats sota terra i seguien el contorn del terreny; esquivant els obstacles o, amb menys freqüència, travessant un túnel. Quan s'arribava a les valls o les terres baixes el conducte es portava sobre ponts o les seves conduccions es connectaven a canonades de plom, de ceràmica o de pedra d'alta pressió (coneixien bé el principi dels vasos comunicants i el cop d'ariet). La majoria dels sistemes d'aqüeductes incloïen dipòsits de sedimentació, que ajudaven a reduir els residus transportats dins l'aigua, uns estalladors i castella aquae (dipòsits de distribució) regulaven l'oferta d'aigua a les destinacions individuals. A les ciutats i pobles, els sobreeixidors dels aqüeductes anaven als desguassos i a les clavegueres.
El primer aqüeducte de Roma es va construir el 312 aC i subministrava aigua a una font del mercat de ramaders de la ciutat. Al segle iii, la ciutat tenia onze aqüeductes, mantenint una població de més d'un milió d'habitants amb una economia extravagant; la major part de l'aigua es subministrava als nombrosos banys públics de la ciutat. Ciutats i pobles al llarg de l'Imperi Romà van emular aquest model i van finançar els aqüeductes com a objectes d'interès públic i orgull cívic, "un luxe costós però necessari al que tots volien i podien accedir ".
La majoria dels aqüeductes romans van ser fiables i duradors. Alguns es van mantenir fins a principi de l'era moderna, i n'hi ha que encara són en ús. Els mètodes d'estudi i construcció dels aqüeductes són tractats per Vitruvi a la seva obra De Architectura (segle i aC). El general Frontí dona més detalls en el seu informe oficial sobre els problemes, usos i abusos del subministrament públic d'aigua a la Roma imperial. Alguns exemples notables de l'arquitectura d'aqüeductes inclouen els pilars de suport de l'aqüeducte de Segovia, i les cisternes d'alimentació per l'aqüeducte de Constantinoble.

## Antecedents
""La grandesa extraordinària de l'Imperi romà es manifesta sobretot en tres coses: els aqüeductes, els camins pavimentats i la construcció dels claveguerams."
Abans del desenvolupament de la tecnologia de l'aqüeducte, els romans, com la majoria dels seus contemporanis del món antic, es van basar en deus d'aigua locals, com brolladors i aqüífers, complementades per aigües subterrànies procedents de pous de propietat privada o pública i per aigües de pluja estacionals recollides des de les teulades dins de dipòsits d'emmagatzematge o cisternes. La dependència de les comunitats antigues sobre aquests recursos hídrics restringia el seu creixement potencial. Els aqüeductes de Roma no eren invents estrictament romans; els seus enginyers havien estat familiaritzats amb les tecnologies de gestió de l'aigua dels seus aliats etruscs i grecs, però el cert és que van aconseguir un gran nivell. Les escorrenties de l'aigua dels aqüeductes anava a parar al clavegueram de ciutats i pobles. A principis de l'època imperial, els aqüeductes de la ciutat subministraven aigua a una població de més d'un milió d'habitants i el subministrament d'aigua extra per als serveis públics s'havia convertit en una part fonamental de la vida romana. L'aigua dels aqüeductes també s'utilitzava per proveir viles, jardins ornamentals urbans i suburbans, jardins de mercat, finques i finques agrícoles, sent aquest últim punt el nucli de l'economia i la riquesa de Roma.

### Aqüeductes de Roma

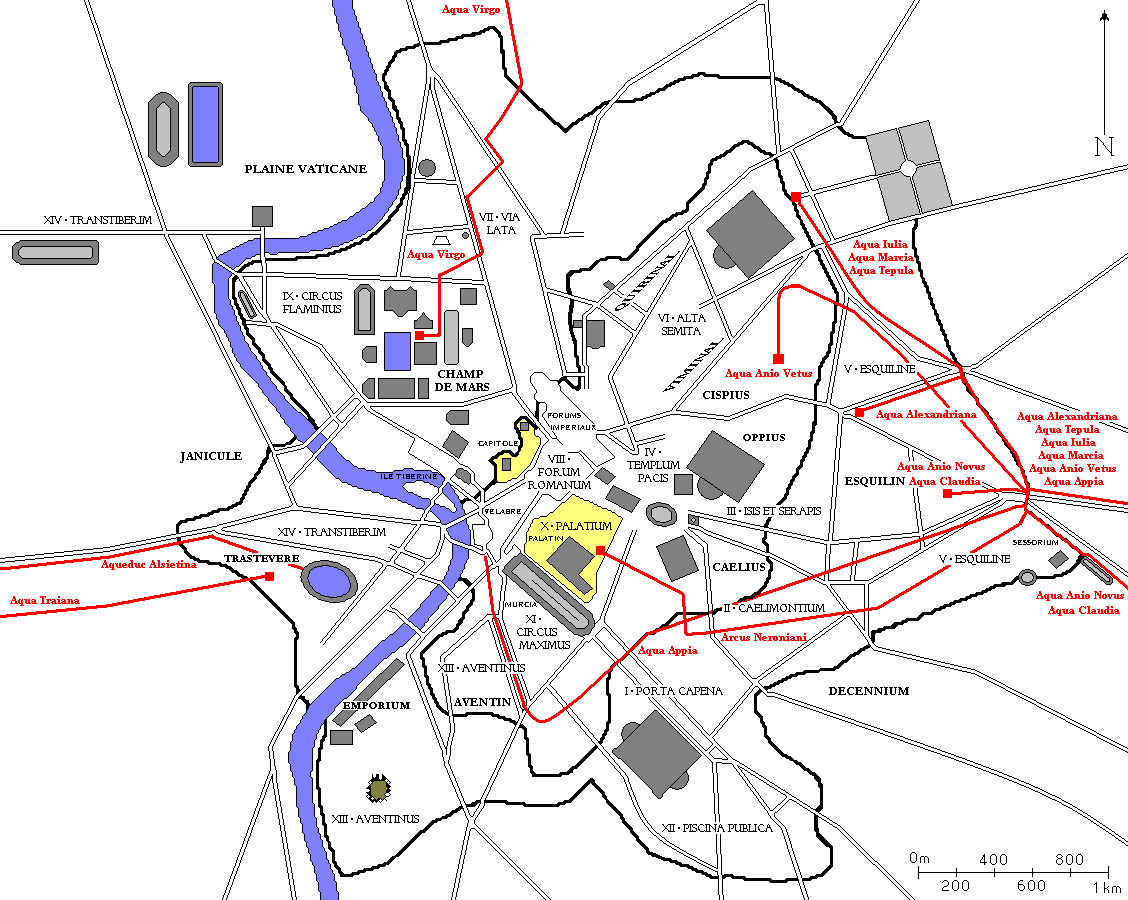
Mapa dels aqüeductes de Roma

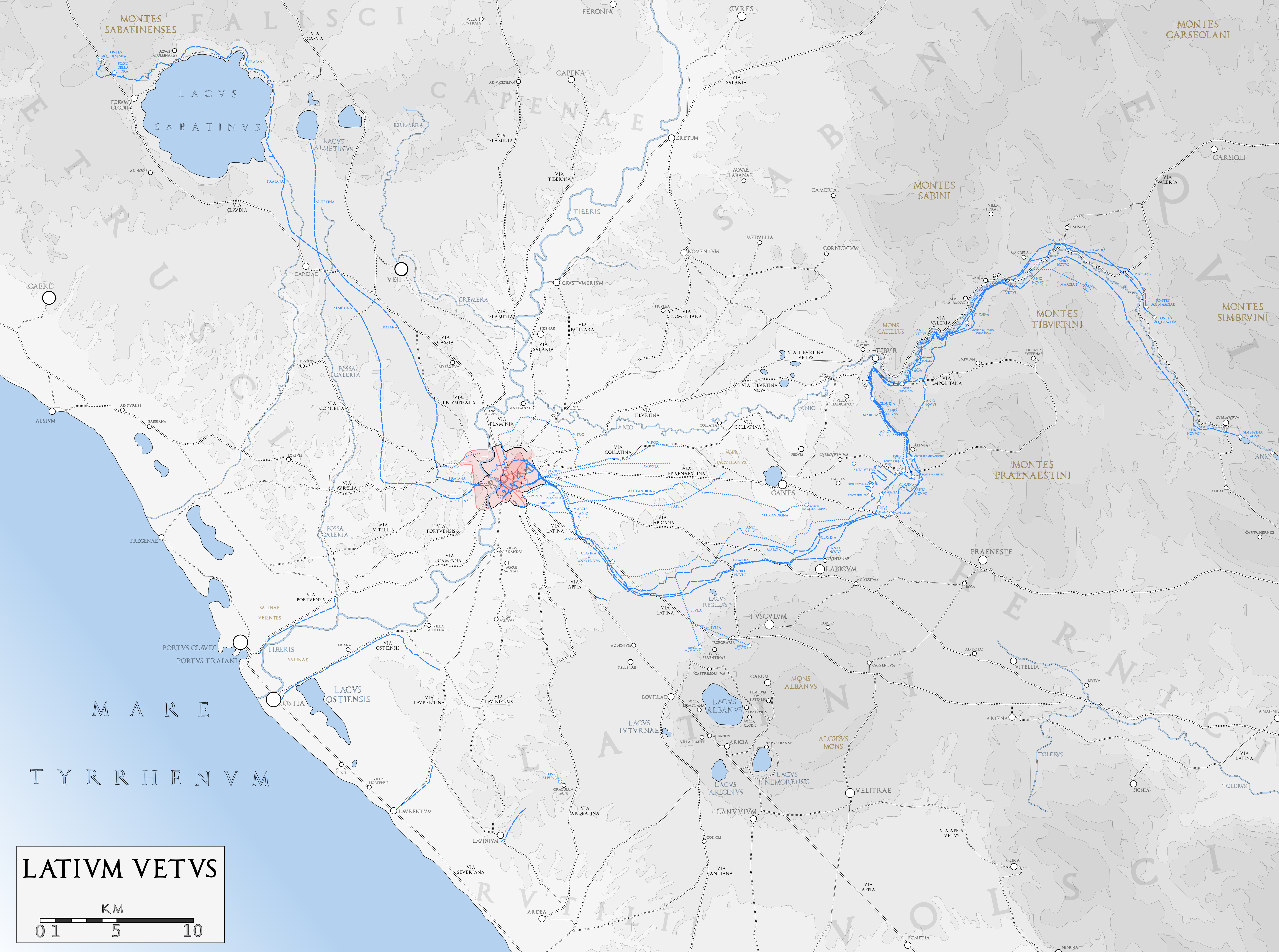
Mapa a escala gran que mostra les deus d'aigua

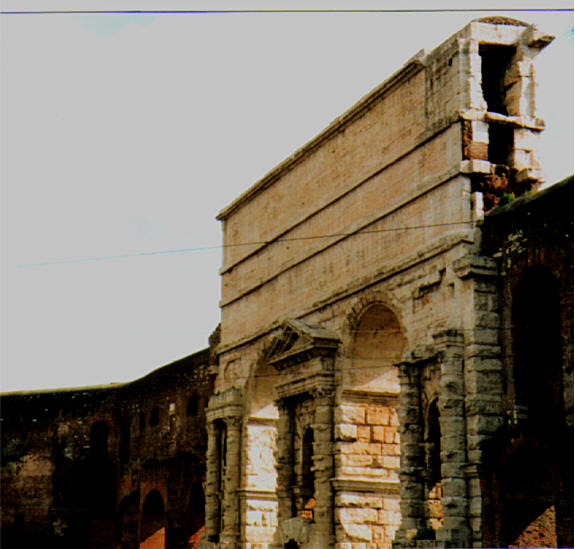
La Porta Maggiore de Roma, formada per un arc de suport de l'Aqua Claudia i l'aqüeducte més elevat de Roma, l'Aqua Anio Novus.

Roma tenia diversos brolladors naturals dins de les parets del seu perímetre, però les seves aigües subterrànies eren notòriament desagradables; l'aigua del riu Tíber es va veure molt afectada per la contaminació i les malalties transmeses per l'aigua. La demanda d'aigua de la ciutat probablement havia superat els subministraments locals, quan l'any 312 aC., el primer aqüeducte de la ciutat, Aqua Appia, va ser encarregat pel censor Appius Claudius Caecus. L'Aqua Appia va ser un dels dos grans projectes públics de l'època; l'altre era un camí militar entre Roma i Capua, la primera etapa de l'anomenada Via Àpia. Ambdós projectes tenien un valor estratègic significatiu, ja que la Tercera Guerra Samnita estava en marxa des de feia trenta anys. El camí permetia moviments ràpids de tropes; i per disseny o afortunada coincidència, la major part de l'Aqua Appia transcorria dins d'un conducte enterrat, relativament segur, que s'alimentava d'una deu d'aigua a 16,4 km de Roma, amb un desnivell de 10 metres subministrant aproximadament 75,500 metres cúbics d'aigua cada dia a una font del mercat boví de Roma, el Fòrum Boario, un dels espais públics més baixos de la ciutat.
Un segon aqüeducte, l'Aqua Anio Vetus, va ser encarregat uns quaranta anys més tard, finançat pels tresors confiscats a Pirros de l'Epir. El seu flux era més del doble que el de l'Aqua Appia, i entrava a la ciutat en arcs elevats, subministrant aigua a les parts més altes de la ciutat.
L'any 145 aC, la demanda d'aigua de la ciutat havia tornat a superar les possibilitats dels seus subministraments combinats. Una comissió oficial va trobar que els conductes de l'aqüeducte estaven molt mal conservats, l'aigua s'esgotava per fuites i talls il·legals. El pretor Quintus Marcius Rex els va restaurar i va introduir un tercer subministrament "més saludable", l'Aqua Marcia, l'aqüeducte més llarg de Roma i prou elevat per subministrar aigua al turó Capitolí. Les obres van costar 180.000.000 de sestercis i van trigar dos anys en completar-se. A mesura que la demanda creixia encara més, es van construir més aqüeductes, incloent l'Aqua Tepula el 127 aC. i l'Aqua Julia el 33 aC.
Els programes de construcció d'aqüeductes van assolir el seu màxim en l'era imperial. El regnat d'August va promoure la construcció de l'Aqua Virgo i el curt conducte de l'Aqua Alsietina que subministrava el llac artificial de Trastevere amb aigua per a lluites nàutiques per poder entretenir a la població. L'Aqua Augusta complementà l'Aqua Marcia amb "aigua d'excel·lent qualitat". L'emperador Caligula va començar dos aqüeductes, que van ser completats pel seu successor Claudi; l'Aqua Claudia, de 69 km (42,8 milles), que va donar aigua de bona qualitat però va fracassar en diverses ocasions; i l'Anio Novus, el més alt de tots els aqüeductes de Roma i un dels més fiables, però propens a les aigües fangoses i descolorides, especialment després de la pluja, tot i la utilització de dipòsits de decantació.
La majoria dels aqüeductes de Roma es van agafar de diferents deus d'aigua de la vall i les terres altes de l'Anio, l'actual riu Aniene, a l'est del Tíber. Un conjunt complex d'unions d'aqüeductes, alimentacions tributàries i dipòsits de distribució subministraven aigua a cada una de les parts de la ciutat. Trastevere, la regió de la ciutat a l'oest del Tíber, va ser servida principalment per extensions de diversos aqüeductes orientals de la ciutat, transportades al llarg del riu per canonades de plom enterrades al llit dels ponts del riu, formant així un sifó invertit.  Sempre que s'havia de tancar aquest subministrament de creueria per a treballs de reparació i manteniment rutinaris, les aigües "positivament inofensives" de l'Aqua Alsietina s'utilitzaven per subministrar les fonts públiques de Trastevere. La situació va ser finalment millorada quan l'emperador Trajà va construir l'Aqua Traiana el 109 dC, portant aigua neta directament a Trastevere des d'aqüífers situats prop del Llac Bracciano.
A finals del segle iii, la ciutat estava proveïda d'aigua amb 11 aqüeductes finançats per l'estat. La longitud combinada total dels conductes s'estima entre 780 i 800 quilòmetres, dels quals aproximadament 47 km (29 mi) transcorrien per sobre del nivell del sòl, amb suport de maçoneria. Es subministraven al voltant d'1 milió de metres cúbics (300 milions de galons) al dia: el 126% del subministrament d'aigua de la ciutat actual de Bangalore, amb una població de 10 milions d'habitants.

#### Cronologia
- 312 aC Aqua Appia, el primer aqüeducte de Roma està construït per Appius Claudius Caecus, l'aqüeducte és gairebé tot subterrani.
- 272 aC Aqua Anio Vetus
- 144 aC Aqua Marcia, de 90 km de longitud, comença la construcció.
- 33 aC Aqua Julia està construïda per Octavian (Emperador August)
- 19 aC Aqua Virgo està construïda per subministrar els banys termals al Campus Martius.
- 38-52 dC Aqua Claudia construïda
- 109 dC Aqua Traiana porta aigua del llac Bracciano per proveir els suburbis de Roma, ara anomenat Trastevere.[15]

### Aqüeductes de l'Imperi Romà

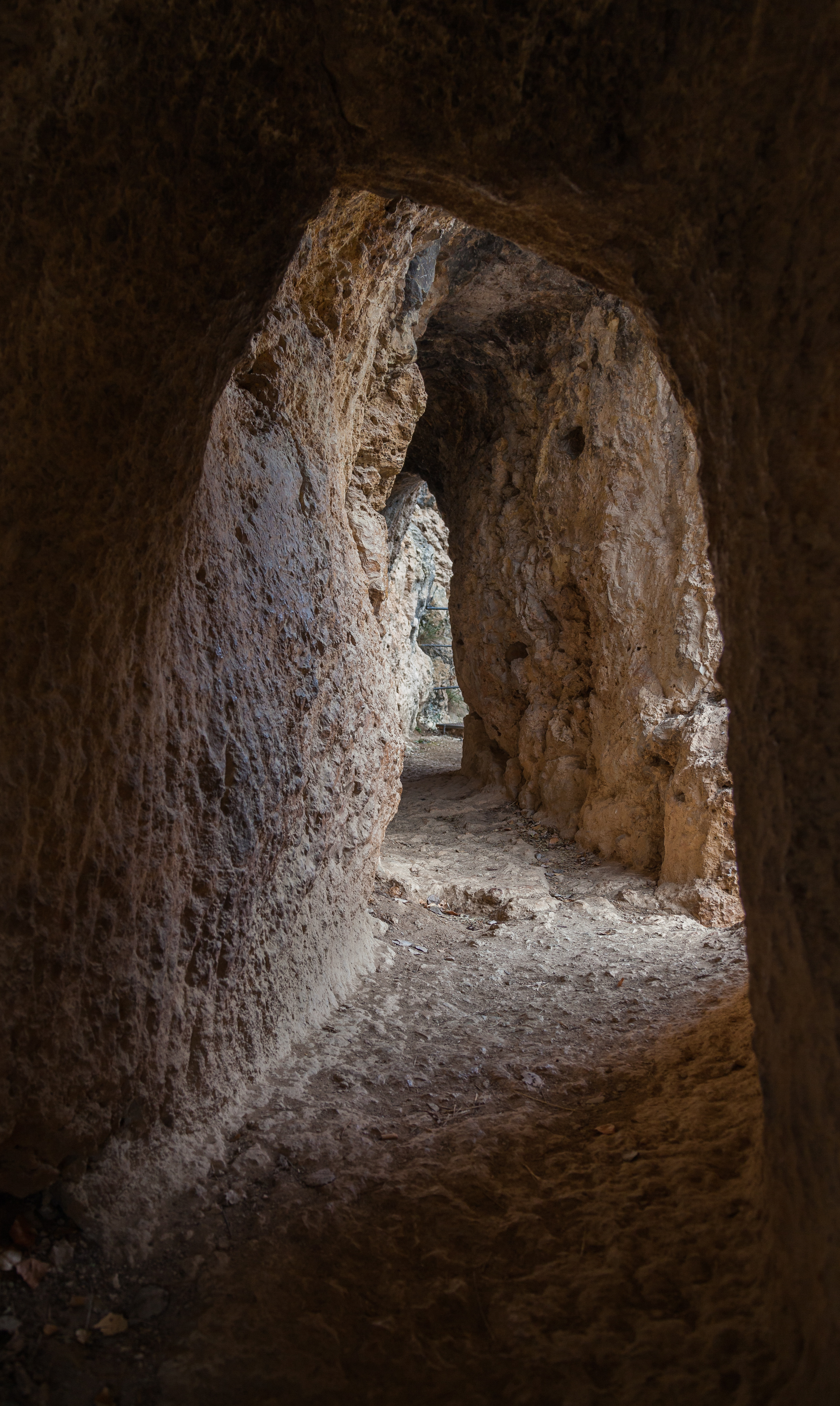
"Galería de los Espejos" (Galeria dels Miralls), túnel d'un aqüeducte romà de 25 km construït durant el segle I dC a prop d'Albarracín (Aragó)

Centenars d'aqüeductes similars es van construir a tot l'Imperi romà. Molts d'ells s'han esfondrat o han estat destruïts, però hi ha moltes porcions intactes. L'aqüeducte de Zaghouan té una longitud de 92,5 km (57,5 mi). Va ser construït al segle ii per subministrar Cartago (Tunísia moderna). Els ponts aquàtics supervivents inclouen el pont del Gard a la Gàl·lia i l'aqüeducte de Segòvia a Hispània. El conducte únic més llarg, a més de 240 km, està associat a l'Aqüeducte de Valent de Constantinoble "El sistema conegut és almenys dues vegades i mitja la longitud dels aqüeductes romans més llargs gravats a Cartago i Colònia, però potser més significativament representa un dels èxits topogràfics més destacats de qualsevol societat preindustrial". Rivalitzant en termes de longitud i possiblement igual o superior al seu cost i complexitat és l'Aqua Augusta provincial que subministrava tota una regió, que conté almenys vuit ciutats, incloent els principals ports de Nàpols i Misenum; els viatges marítims dels comerciants i la marina romana requereixen abundants provisions d'aigua dolça.

## Planificació, topografia i disseny

### Planificació
Ja sigui que els aqüeductes estatals o de construcció privada estiguessin protegits i regulats per la llei. Qualsevol aqüeducte proposat havia de ser sotmès a l'escrutini de les autoritats civils. El permís (del senat o de les autoritats locals) només es va concedir si la proposta respecta els drets d'aigua d'altres ciutadans; en general, les comunitats romanes es van ocupar d'assignar recursos hídrics compartits segons la necessitat.  La terra en què es construïa un aqüeducte finançat per l'estat podria ser terra d'estat (ager publicus) o propietat privada, però en qualsevol cas estava subjecte a restriccions d'ús i invasió que podrien danyar el teixit de l'aqüeducte. Per això, els aqüeductes finançats per l'estat reservaven un ampli passadís de terra, fins a 15 peus a cada costat de la tela externa de l'aqüeducte. L'arada, la plantació i la construcció estaven prohibides dins d'aquest límit. Aquesta regulació era necessària per a la integritat i el manteniment a llarg termini de l'aqüeducte, però no sempre es va acceptar o aplicar fàcilment a nivell local, sobretot quan es considerava públicament com a propietat comuna. Alguns aqüeductes municipals petits o construïts de forma privada poden haver requerit arranjaments menys estrictes i formals.

### Deus d'aigua i topografia
Els brolladors naturals eren, amb diferència, el més comú d'aconseguir aigua per als aqüeductes; per exemple, la major part de l'oferta de Roma provenia d'un quants brolladors naturals de la vall d'Anio i les seves terres altes. L'aigua dels brolladors naturals alimentava una font de pedra o de formigó, i després entrava al conducte de l'aqüeducte. Els canals dispersos requeriran diversos branques de conductes que convergien a un conducte principal. Alguns sistemes treien l'aigua d'embassaments oberts, com els dos (encara en ús) que subministraven aigua a l'aqüeducte de la ciutat provincial d'Emerita Augusta.
El territori sobre el que havia de passar l'aqüeducte era acuradament estudiat per garantir que l'aigua fluïa a un gradient acceptable per tot el recorregut. Els enginyers romans van utilitzar diverses eines d'enquadrament per traçar el curs dels aqüeductes a través del paisatge. Comprovant els nivells horitzontals amb un ghorobates, un marc de fusta pla amb un nivell d'aigua. Els cursos i els angles es podien traçar i verificar utilitzant una groma, un aparell relativament senzill que probablement va ser desplaçat més tard per la dioptra, més sofisticada i precursora del teodolit modern. En el llibre 8 de la seva obra De Architectura, Vitruvi descriu la necessitat d'assegurar un subministrament constant, mètodes de prospecció i proves de l'aigua potable.

### Assumptes de salut
Els metges grecs i romans coneixien l'associació entre aigües estancades o contaminades i malalties transmeses per l'aigua. També coneixien els efectes nocius del plom per a la salut, entre els miners i aquells que havien de processar-lo, i per aquest motiu, es preferien les canonades de ceràmica sobre el plom. Quan es van utilitzar tubs de plom, un fluix continu d'aigua i la deposició inevitable de minerals transmesos per l'aigua dins de les canonades reduïen de mica en mica la contaminació de l'aigua mitjançant plom soluble dipositat. No obstant això, el nivell de plom en aquesta aigua era 100 vegades superior al de les aigües de fonts locals.

### Conductes i gradients

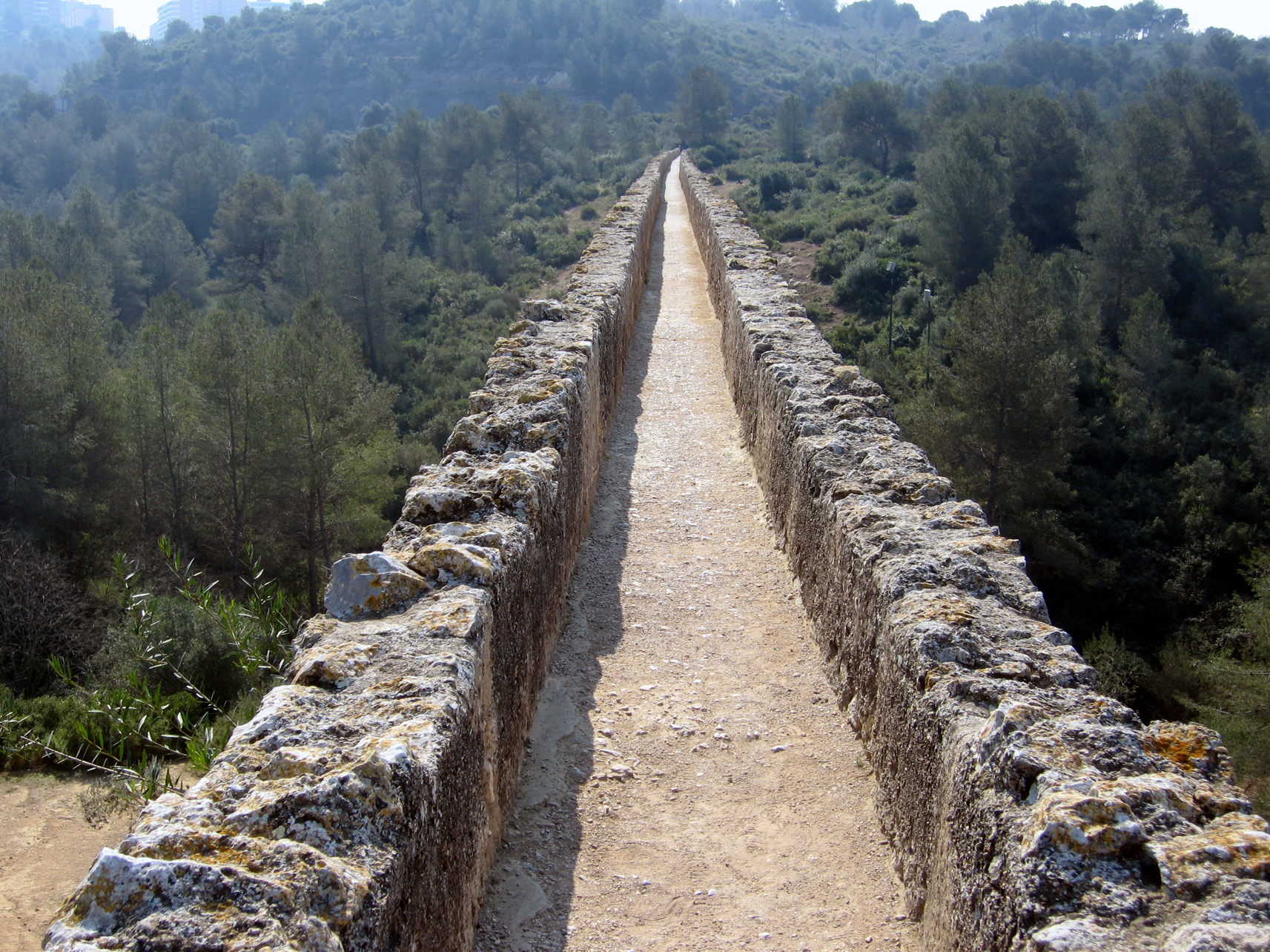
Conducte de l'Aqüeducte de Tarragona

La majoria dels aqüeductes romans eren de fons pla, conductes d'arc secció que corrien 0,5 a 1 m sota la superfície del sòl, amb cobertes d'inspecció i accés a intervals regulars. Els conductes per sobre del nivell del sòl solien estar cobert per lloses. Els primers conductes eren construïts a partir de carreus de pedra tallada, però a partir de la darrera època republicana, sovint s'utilitzava maó i formigó. El formigó utilitzat per a revestiments de conductes sol ser impermeable. El flux d'aigua depenia només de la gravetat. El volum d'aigua transportada dins del conducte depenia de la hidrologia de captació (pluja, absorció i escorrentia), la secció transversal del conducte i el seu gradient; la majoria dels conductes només anaven uns dos terços plens. La secció transversal del conducte també estava determinada pels requisits de manteniment; els obrers havien de poder entrar i accedir al conjunt, amb una mínima interrupció de la xarxa general.
Vitruvi recomana un gradient petit, d'una relació 1:4800 per al canal, presumiblement per evitar danys a l'estructura a través de l'erosió i la pressió de l'aigua. Aquest valor coincideix bastant amb els gradients mesurats dels aqüeductes de maçoneria supervivents. El gradient del pont del Gard és de només 34 cm per km, amb un desnivell de només 17 m en la vertical en tota la longitud de 50 km (31 mi): podia transportar fins a 20.000 metres cúbics d'aigua al dia. Els gradients dels aqüeductes temporals utilitzats per a la mineria hidràulica podien ser considerablement més grossos, com a Dolaucothi a Gal·les (amb un gradient màxim d'aproximadament 1:700) i Las Médulas al nord d'Hispània. Quan els gradients forts eren inevitables en els conductes permanents, el canal es podia fer baixar, ampliant-lo o descarregant-lo en un tanc receptor per dispersar el flux d'aigua i reduir-ne la força abrasiva. L'ús de cascades escalonades també ajudava a oxigenar l'aigua i així «refrescar-la».

### Ponts i sifons

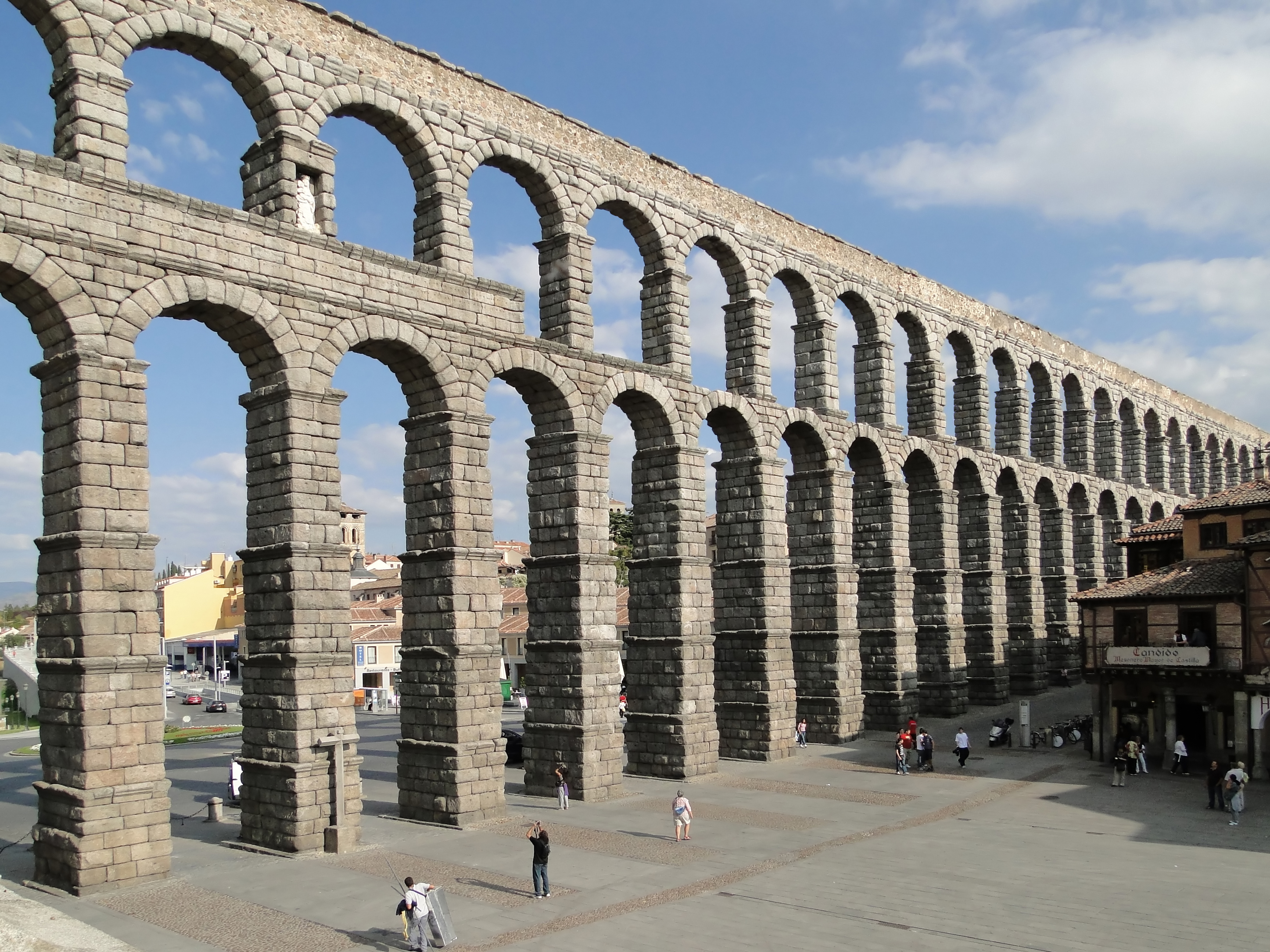
Arcs d'una secció elevada de l'Aqüeducte provincial Romà de Segòvia, a Hispània

Alguns conductes d'aqüeducte estaven sostinguts al llarg de les valls sobre arcs de maçoneria, maó o formigó; El Pont del Gard, un dels exemples supervivents més impressionants d'un conducte massiu de molls múltiples, travessava la vall del riu Gardon a uns 48,8 m (160 m) per sobre del propi Gardon. Quan s'havien de creuar depressions profundes i llargues, es podien utilitzar sifons invertits, en comptes dels suports amb arcs; el conducte alimentava l'aigua a un dipòsit de capçalera, que la subministrava a les canonades. Les canonades creuaven la vall a un nivell inferior, amb el suport d'un pont baix "ventre", i després s'elevaven a un tanc receptor a una altura lleugerament inferior. Llavors es descarregava en un altre conducte; mantenint el gradient global. Les canonades del sifó solien estar fabricades amb plom soldat, de vegades reforçat amb recobriments de formigó o mànigues de pedra. Menys sovint, les canonades eren de pedra o de ceràmica, articulades com a mascle-femella i segellades amb plom.
Vitruvi descriu la construcció de sifons i els problemes de bloqueig, bufat i ventilació en els seus nivells més baixos, on les pressions eren més grans. No obstant això, els sifons eren versàtils i efectius si estaven ben construïts i ben mantinguts. Una secció horitzontal de tubs de sifó d'alta pressió a l'Aqüeducte del Gier va deixar de costat la construcció de ponts perquè el riu pogués romandre navegable, utilitzant nou canonades de plom en paral·lel, encastades en formigó. Els enginyers hidràulics moderns utilitzen tècniques similars que permeten que les clavegueres i les canonades d'aigua travessin les depressions. A Arles, una branca menor de l'aqüeducte principal subministrava un suburbi local a través d'un sifó de plom, el "ventre" del qual passava a través del llit d'un riu, eliminant qualsevol necessitat de construir un pont.

### Inspecció i manteniment

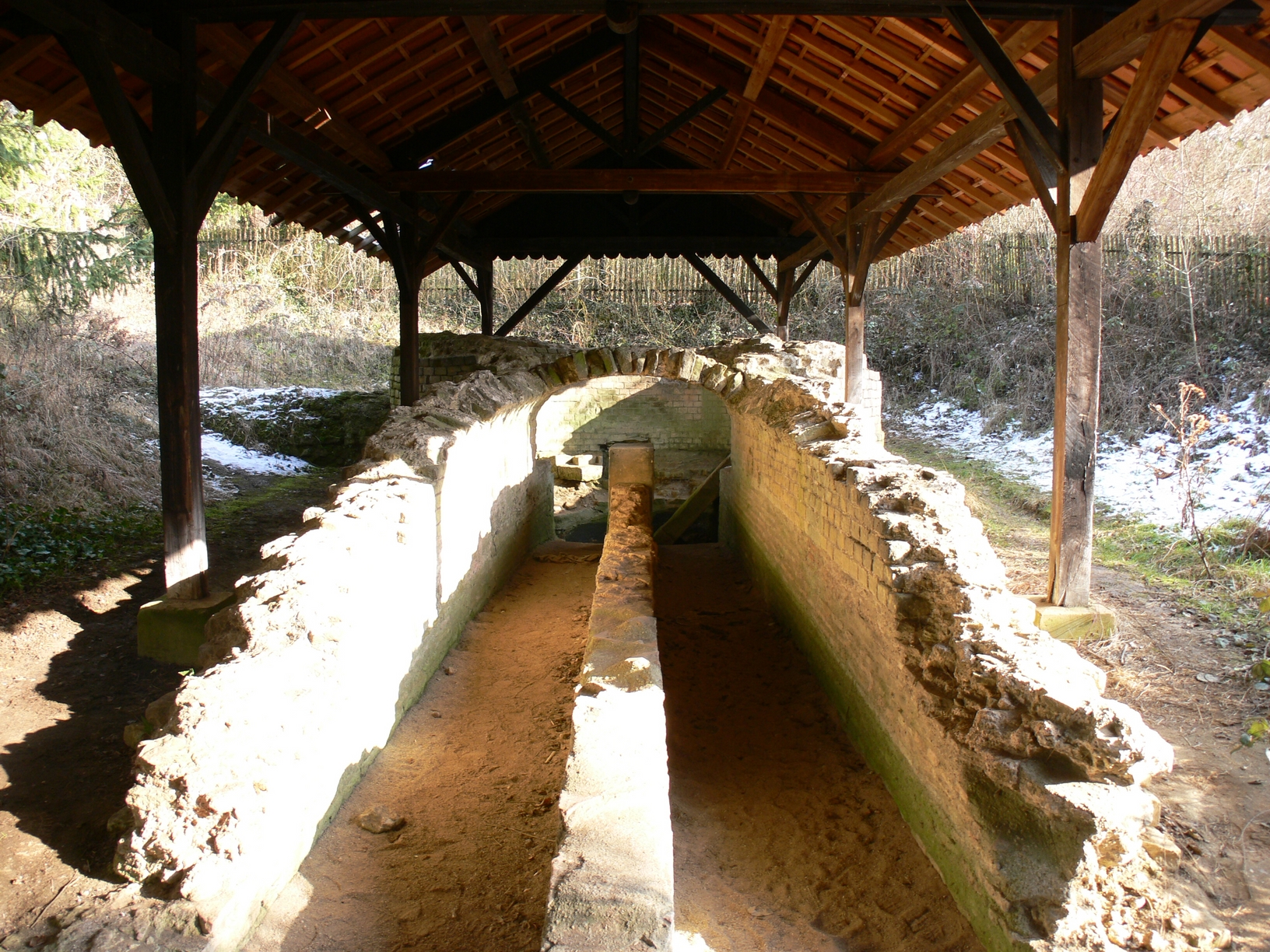
Conca de captació de l'aqüeducte de Metz, la Divodurum Mediomatricorum de la Gàl·lia Belga. L'arc superior protegeix dos canals; se'n podia tancar un per a obres de reparació, mentre que l'altre continuava funcionant.

Els aqüeductes romans requerien un sistema integral de manteniment regular. Els "corredors transparents" creats per protegir el teixit de conductes subterrànies i subterrànies eren regularment patrulles per arades, plantacions, carreteres i edificis il·legals. Frontí descriu la penetració dels conductes per les arrels com particularment nocives. Els conductes de l'aqüeducte haurien estat regularment inspeccionats i mantinguts per patrulles de treball, per reduir les incrustacions d'algues, reparar les infraccions accidentals, netejar els conductes de grava i altres residus solts, i eliminar les acrecions de carbonat de calci en els sistemes alimentats per fonts d' aigua dura. Els punts d'inspecció i accés es van subministrar a intervals regulars en els conductes estàndard i enterrats. Les acrecions dins dels sifons podrien reduir dràsticament els nivells de flux, a causa del diàmetre ja estret dels seus tubs. Alguns tenien obertures segellades que podrien haver estat utilitzades com a ulls de rodament, possiblement utilitzant un dispositiu de tracció. A Roma, on el subministrament d'aigua dura era la norma, la canonada de la xarxa elèctrica estava poc profundament enterrada sota les vorades de la carretera, per facilitar l'accés; per l'acumulació de carbonat de calci a aquestes canonades hauria calgut un reemplaçament freqüent.
Els aqüeductes es trobaven sota l'atenció general i administració d'un comissari d'aigua (comissari aquarum). Era una cita d'alta qualitat i alt perfil. En 97, Frontinus va servir tant com cònsol com com curador d'aquarum, sota l'emperador Nerva.  Poc se sap del negoci quotidià dels equips de manteniment de l'aqüeducte (aquarii). Sota l'emperador Claudi, el contingent d' aquaris imperials de Roma comprenia una família aquarum de 700 persones, tant esclaus com lliures, finançades a través d'una combinació d'impostos sobre l'extensió imperial i l'aigua. Van ser supervisats per un liberal imperial, que ocupava el càrrec de procurator aquarium.  La seva era una rutina interminable de patrulla, inspecció i neteja, puntuada per emergències ocasionals. El tancament complet de qualsevol aqüeducte per al servei hauria estat un esdeveniment estrany, el més breu possible, amb les reparacions que es van fer preferiblement quan la demanda d'aigua era la més baixa, que era probablement de nit. Es podia tancar el subministrament d'aigua a la sortida de l'aqüeducte per a reparacions petites o locals, però el manteniment i la reparació substancials del conducte de l'aqüeducte requerien la desviació total de l'aigua en qualsevol punt en direcció a dalt o en el propi capdavanter.

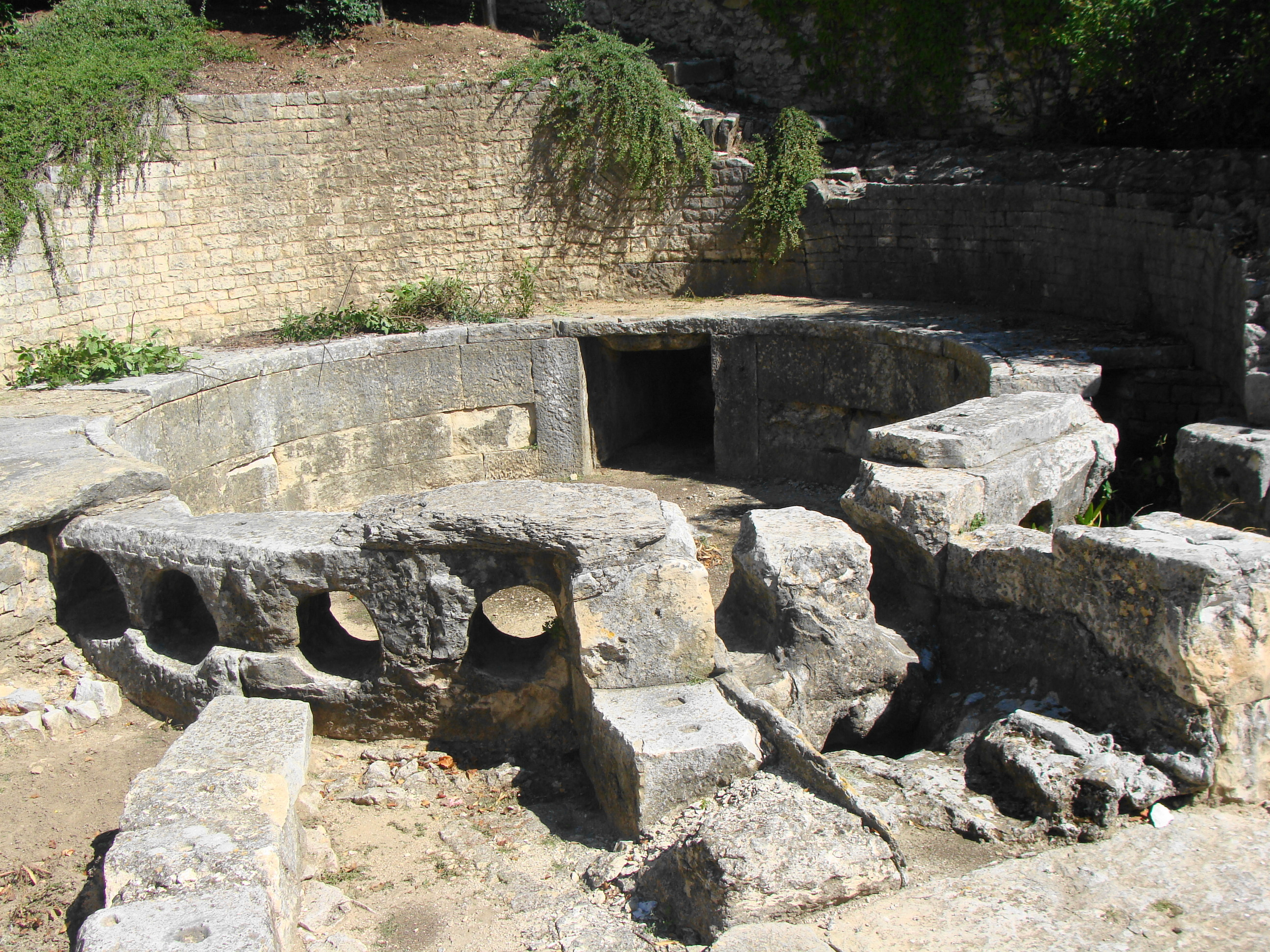
Dipòsit de distribució urbana a Nimes, la Nemausus de la Gàl·lia Narbonesa. Les canonades radials de secció circular surten d'un embassament central, alimentat per un aqüeducte de secció quadrada.

### Distribució
La xarxa de l'aqüeducte es podia aprofitar directament, però normalment s'alimentaven en terminals de distribució pública, coneguts com a castella aquae, que subministren diverses branques d'estalladors, generalment a través de tubs de plom o de ceràmica. Posteriorment, l'oferta es podia subdividir encara més. S'han registrat usuaris privats amb llicència i pagaments, juntament amb l'alimentació de canonades que permetien el subministrament d'aigua pública a la propietat privada: com més gran era la canonada, major era el flux i més alta era la tarifa. La manipulació i el frau per tal d'evitar o reduir el pagament eren habituals; Els mètodes incloïen instal·lació de punts de venda no autoritzats, punts de venda addicionals i l'allargament il·legal de les canonades de plom; qualsevol dels quals podia implicar el suborn o la connivència d'oficials o treballadors de l'aqüeducte sense escrúpols. Les canonades oficials portaven inscripcions amb informació sobre el fabricant de la canonada, el seu instal·lador, i probablement el seu subscriptor i el seu amo.Durant l'època imperial, la producció de plom es va convertir en un monopoli imperial i la concessió de drets per a l'obtenció d'aigua per a ús privat d'aqüeductes finançats per l'estat es va convertir en un privilegi imperial.

## Construcció
La construcció d'un aqüeducte exigia molta capacitat i coneixements als enginyers romans. Ocasionalment es patien problemes per la mala qualitat de la feina en projectes de gran envergadura, com va testificar Sext Juli Frontí, oficial en cap dels recursos aqüífers de la ciutat de Roma, que va escriure:
| « | Cap construcció exigeix més cura que les construccions que contenen aigua. Per això cal supervisar tots els aspectes del projecte a consciència, procedint estrictament segons les normes, que tothom coneix, però només uns pocs segueixen realment. | » |

### Cost
Considerant la quantitat d'agrimensura, construcció subterrània i enrajolat necessari, una construcció de la grandària d'un aqüeducte no podia construir-se d'una sola vegada. Per això, els enginyers van dividir la construcció total en zones separades. Gràcies a la recerca arqueològica han pogut determinar-se les fronteres d'aquestes zones de construcció. Per un aqüeducte de 15.000 peus romans de llarg (4400 m moderns). També s'ha pogut demostrar que l'agrimensura es va realitzar independentment de la construcció, la qual cosa actualment és la norma en els grans projectes de construcció.
Per a cada metre d'aqüeducte s'havien d'excavar aproximadament de 3 a 4 m³ de terra, al que seguien 1,5 m³ de formigó i maó, més 2,2 m³ de segellat amb escaiola. El cost complet en mà d'obra s'estima en uns 475 000 homes-dia, la qual cosa amb uns 180 dies possibles de construcció a l'any per les condicions meteorològiques faria que uns 2500 treballadors haguessin necessitat 16 mesos per finalitzar-ho. El temps real d'execució sembla que hauria d'haver estat encara major, atès que aquesta estimació òbvia els problemes de l'agrimensura i la producció dels materials de construcció.

Després de la construcció s'emplenaven les rases, s'aplanava la superfície i es construïa un camí de manteniment. Aquest camí també servia per delimitar les zones en les quals l'agricultura no estava permesa. La majoria d' aqüeductes romans compten amb instal·lacions d'aquest tipus. L'aqüeducte a Lió (la Lugdúnum de la Gàl·lia Cèltica) va ser marcat amb la següent inscripció:
| « | Per ordre de l'emperador Hadrià ningú té permís per llaurar, sembrar o plantar dins l'espai assenyalat per a la protecció de l'aqüeducte | » |

### Agrimensura
Després de seleccionar una bona ubicació per a l'aqüeducte, era necessari garantir un pendent descendent constant en el seu curs. Usant dispositius semblants als nivells moderns, els enginyers romans van ser capaços de mantenir un pendent tan petit com el 0,1 %, és a dir, un metre de caiguda per cada quilòmetre d'aqüeducte. A més del pendent, era necessari que les diverses seccions de construcció poguessin ser unides, mentre se seguia mantenint un pendent descendent constant.
Els constructors romans d'aqüeductes feien un acurat ús del descens natural del terreny. Si la construcció d'un segment acabava massa alt per al següent, construïen un petit estany per disminuir la caiguda de l'aigua.

### Construcció
Per construir els aqüeductes romans calien bastides, usats per construir els arcs entre pilar i pilar mitjançant encofrats de fusta que recolzaven sobre mènsules o sobre les vores rectes de cornises sobresortints de les superfícies superiors dels pilars. Els arcs dels aqüeductes més baixos s'aixecaven directament des del terra sobre bastides. Un cop instal·lats els encofrats, es col·locaven els blocs de pedra o maó sobre l'estructura de fusta, es van construïen els costats horitzontals per sobre dels pilars i s'omplia l'interior de formigó i runes. El formigó usat en l'aqüeducte era una combinació de calç, sorra, pedres i aigua. S'empraven taulers per construir una armadura sobre el qual es premsava el formigó. Les proves modernes de la qualitat del formigó demostren que supera els estàndards actuals. Aquest tipus de formigó particular es deia opus caementicium en llatí

## Decadència del seu ús

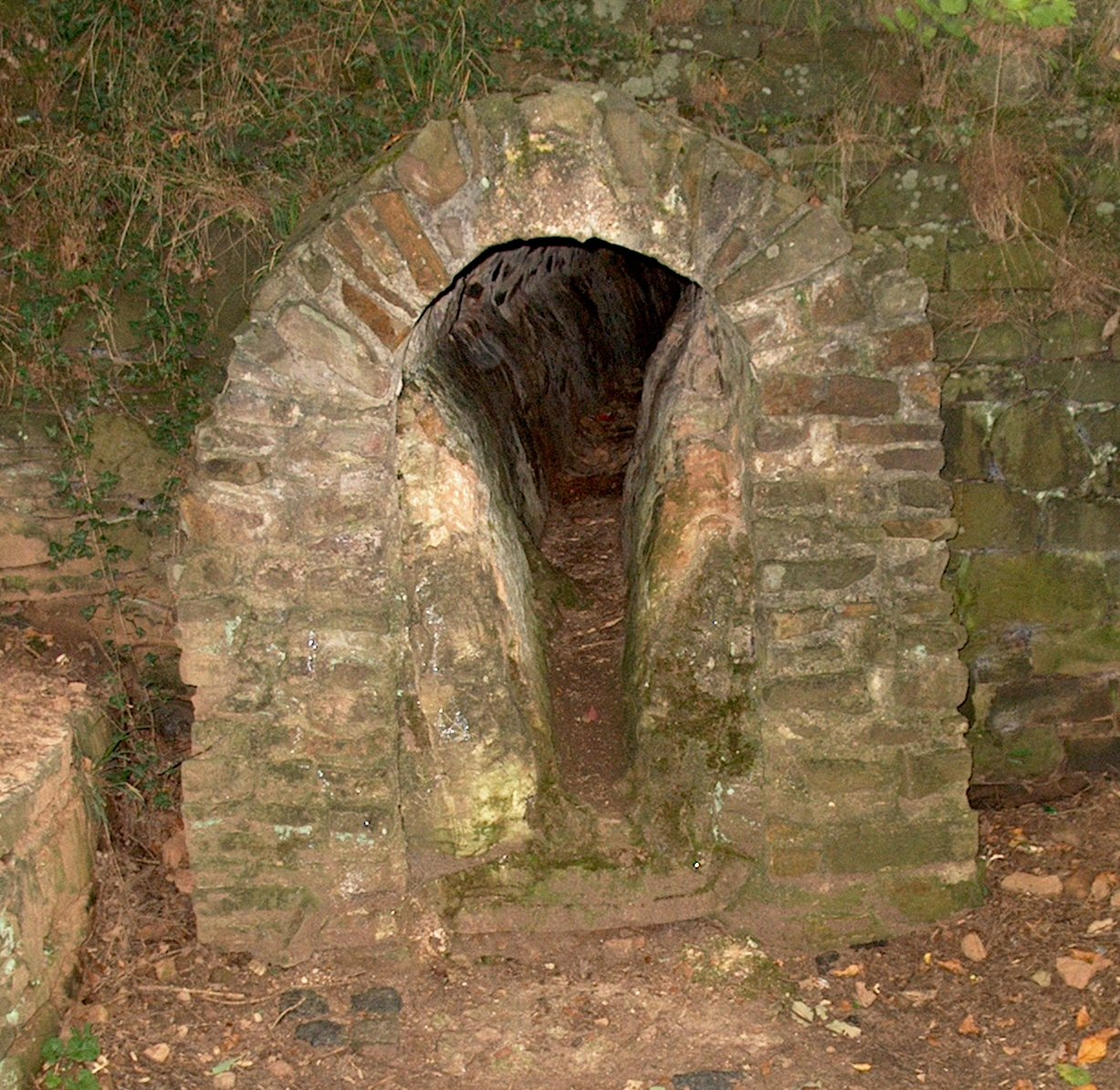
Una part de l'Aqüeducte d'Eifel, Germània, construït l'any 80 dC. La secció queda rebaixada per una capa de carbonat de calci, acumulada per manca de manteniment.

Durant la caiguda de l'Imperi Romà, alguns aqüeductes van ser derruïts deliberadament pels enemics, però van caure més en desús a causa del deteriorament de la infraestructura romana i la manca de manteniment, com l'aqüeducte d'Eifel (foto dreta). Les observacions fetes pel espanyol Pedro Tafur, que va visitar Roma el 1436, intenta explicar malentesos de la pròpia naturalesa dels aqüeductes romans:
| « | Al mig de la ciutat hi passa un riu, que els romans van portar allí amb un gran treball i el van posar al bell mig, i aquest és el Tíber. Van fer un llit nou per al riu, de plom, amb canals d'un a l'altre extrem de la ciutat per les seves entrades i sortides, tant per regar, com per altres serveis convenients per a la gent, i qualsevol que entrés en qualsevol altre lloc quedaria ofegat. | » |

Durant el Renaixement, les restes dels aqüeductes de maçoneria massiva de la ciutat van inspirar arquitectes, enginyers i els seus amos; el Papa Nicolau V renovà els canals principals de l'Aqua Virgo el 1453. Molts aqüeductes de l'antic imperi de Roma es van mantenir en bon estat. La reconstrucció del segle xv de l'aqüeducte de Segòvia a Hispània mostra avenços respecte al Pont del Gard utilitzant menys arcs de major alçada, i una economia més gran en l'ús de les matèries primeres. L'habilitat per construir aqüeductes no es va perdre, especialment dels canals més petits i més modals que s'utilitzaren per moure rodes d'aigua. La majoria d'aquests molins a Gran Bretanya es van desenvolupar en l'època medieval per a la producció del pa, i van utilitzar mètodes similars als desenvolupats pels romans, amb "canaletes" que portaven l'aigua des dels rius i els rierols locals.